# Delaware kormányzóinak listája
Ez a lista az Amerikai Egyesült Államok Delaware államának kormányzóit sorolja föl. 1681-ben, William Penn, egy angol kvéker birtokot kapott Észak-Amerikában II. Károly angol királytól. Ennek a földnek Pennsylvania volt a neve. Penn egy várost tervezett erre a földre, és a Philadelphia nevet adta neki – ez görögül annyit jelent, hogy „testvéri szeretet”. Talán a név találó volt, mert a föld megszerzése után nemsokára levelet írt az őslakos törzsfőnököknek, a barátságukat kérve. Azt állította nekik, hogy igen érzékenyen érintik azok a gonoszságok és igazságtalanságok, amiket telepesek műveltek az indiánokkal. Tőlük eltérően Penn békében kíván élni velük. Valóban, Penn rövid uralmát demokratikus időszakként tartják számon, és tényleg békében élt az őslakókkal.
1682-ben William Penn, kérelmezett egy direkt kijáratot az óceánhoz. York hercege Pennek adta az összes földet, egy 19 km-es körzetben, (12 mérföld) New Casteltól és Cape Henlopentől délre. A terület bennfoglalja a mai Delaware nagy részét. Az átengedést hevesen ellenezte Charles Calvert, és Lord Baltimore, aki szintén igényelte a Delaware folyó menti földet a Maryland gyarmatának. Egy angol bíróság elutasította Baltimore igényét, de a végső vita a Maryland és Delaware közötti határvonalról csak 1769-ben oldódott meg. 1682 decemberében 3 delawari megye, amit Penn Lower Countiesnak nevezett, egyesült Pennsylvaniaval. Egy általános gyűlés kormányozta. Delaware-nek és Pennsylvaniának ugyanannyi képviselője volt a gyűlésben.
Delaware lakossága vonakodott a Barátok Társaság vagy a kvékerek vezetésétől, a vallásos testület, ami Philadelphiát uralta, és féltek a gyors gazdasági növekedéstől. Nehezteltek továbbá Penn kudarca miatt, hogy nem sikerült elég védelmet biztosítania Lord Baltimore emberei és a partvonal menti településeket terrorizáló kalózok támadásai ellen. Végül a viszály az alsó megyék képviselete fölött ahhoz vezetett, hogy Delaware kialakított egy új, független gyűlést. Az első gyűlést New Castle-ban tartották, 1704-ben. Attól az időponttól a Delaware-i gyűlés hozta meg az alsó három megye törvényeit – gyakorlatilag külön gyarmattá vált, Pennsylvania kormányzójának vezetésével. A saját gyűléssel a delaware-i lakosság biztosította a gyarmat fejlődését.
Delaware az Egyesült Államok 13 alapító államának egyike. Gyakran nevezik „Első Államnak” (First State), mert itt ratifikálták elsőként az ország alkotmányát.
A kormányzói széket négy évre lehet elnyerni, s egy alkalommal lehet újraválasztani az adott kormányzót.
Jelenleg a 76. kormányzó, a Demokrata Párthoz tartozó Matt Meyer tölti be a tisztséget 2025. január 21. óta. Az alkormányzó a szintén demokrata Kyle Evans Gay.

## Párthovatartozás
| Párt | Párt                   | Kormányzók |
| ---- | ---------------------- | ---------- |
|      | Demokrata              | 24         |
|      | Republikánus           | 17         |
|      | Föderalista            | 13         |
|      | Whig                   | 6          |
|      | Demokrata-Republikánus | 5          |
|      | Amerika párt           | 1          |
|      | Jackson-ellenes        | 1          |

## Kormányzók listája
| Delaware kormányzóinak listája | Delaware kormányzóinak listája | Delaware kormányzóinak listája | Delaware kormányzóinak listája              | Delaware kormányzóinak listája        | Delaware kormányzóinak listája | Delaware kormányzóinak listája                                                                            | Delaware kormányzóinak listája               | Delaware kormányzóinak listája |
| #                              | Kép                            | Kormányzó                      | Hivatalban                                  | Párt                                  | Terminus                       | További választott (szövetségi) tisztségei                                                                | Helyettes                                    | Helyettes                      |
| ------------------------------ | ------------------------------ | ------------------------------ | ------------------------------------------- | ------------------------------------- | ------------------------------ | --- | -------------------------------------------- | ------------------------------ |
| 1                              |                                | John McKinly                   | 1777. február 12. – 1777. szeptember 12.    | FÜGG                                  | 1 (1777)                       | | Nem volt                                     | Nem volt                       |
| —                              | Széküresedés                   | Széküresedés                   | 1777. szeptember 12. – 1777. szeptember 22. |                                       | 1 (1777)                       | | Nem volt                                     | Nem volt                       |
| 2                              |                                | Thomas McKean                  | 1777. szeptember 22. – 1777. október 20.    | FÜGG                                  | 1 (1777)                       | A Kontinentális kongresszus elnöke (1781) Pennsylvania kormányzója (1799–1808)                            | Nem volt                                     | Nem volt                       |
| 3                              |                                | George Read                    | 1777. október 20. – 1778. március 31.       | FÜGG                                  | 1 (1777)                       | Az Egyesült Államok szenátusának tagja (1789–1793)                                                        | Nem volt                                     | Nem volt                       |
| 4                              |                                | Caesar Rodney                  | 1778. március 31. – 1781. november 6.       | FÜGG                                  | 2 (1778)                       | | Nem volt                                     | Nem volt                       |
| 5                              |                                | John Dickinson                 | 1781. november 13. – 1783. január 12.       | FÜGG                                  | 3 (1781)                       | | Nem volt                                     | Nem volt                       |
| 6                              |                                | John Cook                      | 1782. november 4. – 1783. február 1.        | FÜGG                                  | 3 (1781)                       | | Nem volt                                     | Nem volt                       |
| 7                              |                                | Nicholas Van Dyke              | 1783. február 1. – 1786. október 28.        | FÜGG                                  | 4 (1783)                       | | Nem volt                                     | Nem volt                       |
| 8                              |                                | Thomas Collins                 | 1786. október 28. – 1789. március 29.       | FÜGG                                  | 5 (1786)                       | | Nem volt                                     | Nem volt                       |
| 9                              |                                | Jehu Davis                     | 1789. március 29. – 1789. június 2.         | FÜGG                                  | 5 (1786)                       | | Nem volt                                     | Nem volt                       |
| 10                             |                                | Joshua Clayton                 | 1789. június 2. – 1796. január 19.          |                                       | 6 (1789)                       | Az Egyesült Államok szenátusának tagja (1798)                                                             | Nem volt                                     | Nem volt                       |
| 10                             | 7 (1792)                       | Joshua Clayton                 | 1789. június 2. – 1796. január 19.          | Nem volt                              | Nem volt                       | Az Egyesült Államok szenátusának tagja (1798)                                                             |                                              |                                |
| 11                             |                                | Gunning Bedford, Sr.           | 1796. január 19. – 1797. szeptember 30.     |                                       | 8 (1795)                       | | Nem volt                                     | Nem volt                       |
| 12                             |                                | Daniel Rogers                  | 1797. szeptember 30. – 1799. január 9.      |                                       | 8 (1795)                       | | Nem volt                                     | Nem volt                       |
| 13                             |                                | Richard Bassett                | 1799. január 9. – 1801. március 3.          |                                       | 9 (1798)                       | Az Egyesült Államok szenátusának tagja (1789–1793)                                                        | Nem volt                                     | Nem volt                       |
| 14                             |                                | James Sykes                    | 1801. március 3. – 1802. január 19.         |                                       | 9 (1798)                       | | Nem volt                                     | Nem volt                       |
| 15                             |                                | David Hall                     | 1802. január 19. – 1805. január 15.         |                                       | 10 (1801)                      | | Nem volt                                     | Nem volt                       |
| 16                             |                                | Nathaniel Mitchell             | 1805. január 15. – 1808. január 19.         |                                       | 11 (1804)                      | | Nem volt                                     | Nem volt                       |
| 17                             |                                | George Truitt                  | 1808. január 19. – 1811. január 15.         |                                       | 12 (1807)                      | | Nem volt                                     | Nem volt                       |
| 18                             |                                | Joseph Haslet                  | 1811. január 15. – 1814. január 18.         |                                       | 13 (1810)                      | | Nem volt                                     | Nem volt                       |
| 19                             |                                | Daniel Rodney                  | 1814. január 18. – 1817. január 21.         |                                       | 14 (1813)                      | Az Egyesült Államok képviselőházának tagja (1822–1823) Az Egyesült Államok szenátusának tagja (1826–1827) | Nem volt                                     | Nem volt                       |
| 20                             |                                | John Clark                     | 1817. január 21. – 1820. január 18.         |                                       | 15 (1816)                      | | Nem volt                                     | Nem volt                       |
| —                              |                                | Henry Molleston                | –                                           |                                       | 16 (1819)                      | | Nem volt                                     | Nem volt                       |
| 21                             |                                | Jacob Stout                    | 1820. január 18. – 1821. január 16.         |                                       | 16 (1819)                      | | Nem volt                                     | Nem volt                       |
| 22                             |                                | John Collins                   | 1821. január 16. – 1822. április 16.        |                                       | 16 (1819)                      | | Nem volt                                     | Nem volt                       |
| 23                             |                                | Caleb Rodney                   | 1822. április 23. – 1823. január 21.        |                                       | 16 (1819)                      | | Nem volt                                     | Nem volt                       |
| 24                             |                                | Joseph Haslet                  | 1823. január 21. – 1823. június 20.         |                                       | 17 (1822)                      | | Nem volt                                     | Nem volt                       |
| 25                             |                                | Charles Thomas                 | 1823. június 23. – 1824. január 20.         |                                       | 17 (1822)                      | | Nem volt                                     | Nem volt                       |
| 26                             |                                | Samuel Paynter                 | 1824. január 20. – 1827. január 16.         |                                       | 18 (1823)                      | | Nem volt                                     | Nem volt                       |
| 27                             |                                | Charles Polk, Jr.              | 1827. január 16. – 1830. január 19.         |                                       | 19 (1826)                      | | Nem volt                                     | Nem volt                       |
| 28                             |                                | David Hazzard                  | 1830. január 19. – 1833. január 15.         |                                       | 20 (1829)                      | | Nem volt                                     | Nem volt                       |
| 29                             |                                | Caleb P. Bennett               | 1833. január 15. – 1836. július 11.         |                                       | 21 (1832)                      | | Nem volt                                     | Nem volt                       |
| 30                             |                                | Charles Polk, Jr.              | 1836. július 11. – 1837. január 17.         |                                       | 21 (1832)                      | | Nem volt                                     | Nem volt                       |
| 31                             |                                | Cornelius P. Comegys           | 1837. január 17. – 1841. január 19.         |                                       | 22 (1836)                      | | Nem volt                                     | Nem volt                       |
| 32                             |                                | William B. Cooper              | 1841. január 19. – 1845. január 21.         |                                       | 23 (1840)                      | | Nem volt                                     | Nem volt                       |
| 33                             |                                | Thomas Stockton                | 1845. január 21. – 1846. március 2.         |                                       | 24 (1844)                      | | Nem volt                                     | Nem volt                       |
| 34                             |                                | Joseph Maull                   | 1846. március 2. – 1846. május 3.           |                                       | 24 (1844)                      | | Nem volt                                     | Nem volt                       |
| 35                             |                                | William Temple                 | 1846. május 6. – 1847. január 19.           |                                       | 24 (1844)                      | Az Egyesült Államok képviselőházának tagja (1863)                                                         | Nem volt                                     | Nem volt                       |
| 36                             |                                | William Tharp                  | 1847. január 19. – 1851. január 21.         |                                       | 25 (1846)                      | | Nem volt                                     | Nem volt                       |
| 37                             |                                | William H. H. Ross             | 1851. január 21. – 1855. január 16.         |                                       | 26 (1850)                      | | Nem volt                                     | Nem volt                       |
| 38                             |                                | Peter F. Causey                | 1855. január 16. – 1859. január 18.         |                                       | 27 (1854)                      | | Nem volt                                     | Nem volt                       |
| 39                             |                                | William Burton                 | 1859. január 18. – 1863. január 20.         |                                       | 28 (1858)                      | | Nem volt                                     | Nem volt                       |
| 40                             |                                | William Cannon                 | 1863. január 20. – 1865. március 1.         |                                       | 29 (1862)                      | | Nem volt                                     | Nem volt                       |
| 41                             |                                | Gove Saulsbury                 | 1865. március 1. – 1871. január 17.         |                                       | 29 (1862)                      | | Nem volt                                     | Nem volt                       |
| 41                             | 30 (1866)                      | Gove Saulsbury                 | 1865. március 1. – 1871. január 17.         | Nem volt                              | Nem volt                       | |                                              |                                |
| 42                             |                                | James Ponder                   | 1871. január 17. – 1875. január 19.         |                                       | 31 (1870)                      | | Nem volt                                     | Nem volt                       |
| 43                             |                                | John P. Cochran                | 1875. január 19. – 1879. január 21.         |                                       | 32 (1874)                      | | Nem volt                                     | Nem volt                       |
| 44                             |                                | John W. Hall                   | 1879. január 21. – 1883. január 16.         |                                       | 33 (1878)                      | | Nem volt                                     | Nem volt                       |
| 45                             |                                | Charles C. Stockley            | 1883. január 16. – 1887. január 18.         |                                       | 34 (1882)                      | | Nem volt                                     | Nem volt                       |
| 46                             |                                | Benjamin T. Biggs              | 1887. január 18. – 1891. január 20.         |                                       | 35 (1886)                      | Az Egyesült Államok képviselőházának tagja (1869–1873)                                                    | Nem volt                                     | Nem volt                       |
| 47                             |                                | Robert J. Reynolds             | 1891. január 20. – 1895. január 15.         |                                       | 36 (1890)                      | | Nem volt                                     | Nem volt                       |
| 48                             |                                | Joshua H. Marvil               | 1895. január 15. – 1895. április 8.         |                                       | 37 (1894)                      | | Nem volt                                     | Nem volt                       |
| 49                             |                                | William T. Watson              | 1895. április 8. – 1897. január 19.         |                                       | 37 (1894)                      | | Nem volt                                     | Nem volt                       |
| 50                             |                                | Ebe W. Tunnell                 | 1897. január 19. – 1901. január 15.         |                                       | 38 (1896)                      | | Nem volt                                     | Nem volt                       |
| 51                             |                                | John Hunn                      | 1901. január 15. – 1905. január 17.         |                                       | 39 (1900)                      | | Philip L. Cannon                             |                                |
| 52                             |                                | Preston Lea                    | 1905. január 17. – 1909. január 19.         |                                       | 40 (1904)                      | | Isaac T. Parker                              |                                |
| 53                             |                                | Simeon S. Pennewill            | 1909. január 19. – 1913. január 21.         |                                       | 41 (1908)                      | | John M. Mendinhall                           |                                |
| 54                             |                                | Charles R. Miller              | 1913. január 21. – 1917. január 16.         |                                       | 42 (1912)                      | | Colen Ferguson                               |                                |
| 55                             |                                | John G. Townsend, Jr.          | 1917. január 16. – 1921. január 18.         |                                       | 43 (1916)                      | Az Egyesült Államok szenátusának tagja (1929–1941)                                                        | Lewis T. Eliason                             |                                |
| 56                             |                                | William D. Denney              | 1921. január 18. – 1925. január 20.         |                                       | 44 (1920)                      | | J. Danforth Bush                             |                                |
| 57                             |                                | Robert P. Robinson             | 1925. január 20. – 1929. január 15.         |                                       | 45 (1924)                      | | James H. Anderson                            |                                |
| 58                             |                                | C. Douglass Buck               | 1929. január 15. – 1937. január 19.         |                                       | 46 (1928)                      | Az Egyesült Államok szenátusának tagja (1943–1949)                                                        | James H. Hazel                               |                                |
| 58                             | 47 (1932)                      | C. Douglass Buck               | 1929. január 15. – 1937. január 19.         | Roy F. Corley                         |                                | Az Egyesült Államok szenátusának tagja (1943–1949)                                                        |                                              |                                |
| 59                             |                                | Richard C. McMullen            | 1937. január 19. – 1941. január 21.         |                                       | 48 (1936)                      | | Edward W. Cooch                              |                                |
| 60                             |                                | Walter W. Bacon                | 1941. január 21. – 1949. január 18.         |                                       | 49 (1940)                      | | Isaac J. MacCollum                           |                                |
| 60                             | 50 (1944)                      | Walter W. Bacon                | 1941. január 21. – 1949. január 18.         | Elbert N. Carvel                      |                                | |                                              |                                |
| 61                             |                                | Elbert N. Carvel               | 1949. január 18. – 1953. január 20.         |                                       | 51 (1948)                      | | Alexis I. du Pont Bayard                     |                                |
| 62                             |                                | J. Caleb Boggs                 | 1953. január 20. – 1960. december 30.       |                                       | 52 (1952)                      | Az Egyesült Államok képviselőházának tagja (1947–1953) Az Egyesült Államok szenátusának tagja (1961–1973) | John W. Rollins                              |                                |
| 62                             | 53 (1956)                      | J. Caleb Boggs                 | 1953. január 20. – 1960. december 30.       | David P. Buckson                      |                                | Az Egyesült Államok képviselőházának tagja (1947–1953) Az Egyesült Államok szenátusának tagja (1961–1973) |                                              |                                |
| 63                             | 53 (1956)                      |                                | David P. Buckson                            | 1960. december 30. – 1961. január 17. |                                | | Széküresedés                                 | Széküresedés                   |
| 64                             |                                | Elbert N. Carvel               | 1961. január 17. – 1965. január 19.         |                                       | 54 (1960)                      | | Eugene Lammot                                |                                |
| 65                             |                                | Charles L. Terry, Jr.          | 1965. január 19. – 1969. január 21.         |                                       | 55 (1964)                      | | Sherman W. Tribbitt                          |                                |
| 66                             |                                | Russell W. Peterson            | 1969. január 21. – 1973. január 16.         |                                       | 56 (1968)                      | | Eugene Bookhammer                            |                                |
| 67                             |                                | Sherman W. Tribbitt            | 1973. január 16. – 1977. január 18.         |                                       | 57 (1972)                      | | Eugene Bookhammer                            |                                |
| 68                             |                                | Pierre S. du Pont, IV          | 1977. január 18. – 1985. január 15.         |                                       | 58 (1976)                      | Az Egyesült Államok képviselőházának tagja (1971–1977)                                                    | James D. McGinnis                            |                                |
| 68                             | 59 (1980)                      | Pierre S. du Pont, IV          | 1977. január 18. – 1985. január 15.         | Michael Castle                        |                                | Az Egyesült Államok képviselőházának tagja (1971–1977)                                                    |                                              |                                |
| 69                             |                                | Michael Castle                 | 1985. január 15. – 1992. december 31.       |                                       | 60 (1984)                      | Az Egyesült Államok képviselőházának tagja (1993–2011)                                                    | Shien Biau Woo                               |                                |
| 69                             | 61 (1988)                      | Michael Castle                 | 1985. január 15. – 1992. december 31.       | Dale E. Wolf                          |                                | Az Egyesült Államok képviselőházának tagja (1993–2011)                                                    |                                              |                                |
| 70                             | 61 (1988)                      |                                | Dale E. Wolf                                | 1992. december 31. – 1993. január 19. |                                | | Széküresedés                                 | Széküresedés                   |
| 71                             |                                | Thomas R. Carper               | 1993. január 19. – 2001. január 3.          |                                       | 62 (1992)                      | Az Egyesült Államok képviselőházának tagja (1989–1993) Az Egyesült Államok szenátusának tagja (2001–2025) | Ruth Ann Minner                              |                                |
| 71                             | 63 (1996)                      | Thomas R. Carper               | 1993. január 19. – 2001. január 3.          |                                       |                                | Az Egyesült Államok képviselőházának tagja (1989–1993) Az Egyesült Államok szenátusának tagja (2001–2025) | Ruth Ann Minner                              |                                |
| 72                             |                                | Ruth Ann Minner                | 2001. január 3. – 2009. január 20.          |                                       |                                | Széküresedés                                                                                              | Széküresedés                                 |                                |
| 72                             | 64 (2000)                      | Ruth Ann Minner                | 2001. január 3. – 2009. január 20.          | John Carney                           |                                | |                                              |                                |
| 72                             | 65 (2004)                      | Ruth Ann Minner                | 2001. január 3. – 2009. január 20.          | John Carney                           |                                | |                                              |                                |
| 73                             |                                | Jack Markell                   | 2009. január 20. – 2017. január 17.         |                                       | 66 (2008)                      | | Matthew P. Denn (Lemondott: 2015. január 6.) |                                |
| 73                             | 67 (2012)                      | Jack Markell                   | 2009. január 20. – 2017. január 17.         |                                       |                                | | Matthew P. Denn (Lemondott: 2015. január 6.) |                                |
| 73                             | Széküresedés                   | Jack Markell                   | 2009. január 20. – 2017. január 17.         |                                       |                                | |                                              |                                |
| 74                             |                                | John Carney                    | 2017. január 17. – 2025. január 17.         |                                       | 68 (2016)                      | Az Egyesült Államok képviselőházának tagja (2011–2016)                                                    | Bethany Hall-Long                            |                                |
| 74                             | 69 (2020)                      | John Carney                    | 2017. január 17. – 2025. január 17.         |                                       |                                | Az Egyesült Államok képviselőházának tagja (2011–2016)                                                    | Bethany Hall-Long                            |                                |
| 75                             |                                | Bethany Hall-Long              | 2025. január 17. – 2025. január 21.         |                                       |                                | Alkormányzó                                                                                               | Széküresedés                                 | Széküresedés                   |
| 76                             |                                | Matt Meyer                     | 2025. január 21. –                          |                                       | 70 (2024)                      | New Castle megye biztosa                                                                                  | Kyle Evans Gay                               |                                |